# هرینگتون، کبک
هرینگتون (به فرانسوی: Harrington) بخشی در منطقه شهری ارژانتوی ناحیه لورانتید در استان کبک کانادا است. در سرشماری سال ۲۰۱۱ این بخش ۸۱۵ نفر جمعیت داشته‌است و مساحت آن ۲۴۳٫۸۷ کیلومتر مربع است.